# Логон
Лого́н (Лого́не) (фр. Logone) — річка в Чаді і Камеруні, ліва притока Шарі.
Джерело західного рукава річки Логон знаходиться в східній частині Камеруну, східного — на території ЦАР. Звідти річка тече по території Центральноафриканської республіки та Чаду. В її нижній течії по Логону проходить державний кордон між Чадом і Камеруном. Біля камерунського міста Куссери Логон з'єднується з річкою Шарі, яка потім впадає в озеро Чад.

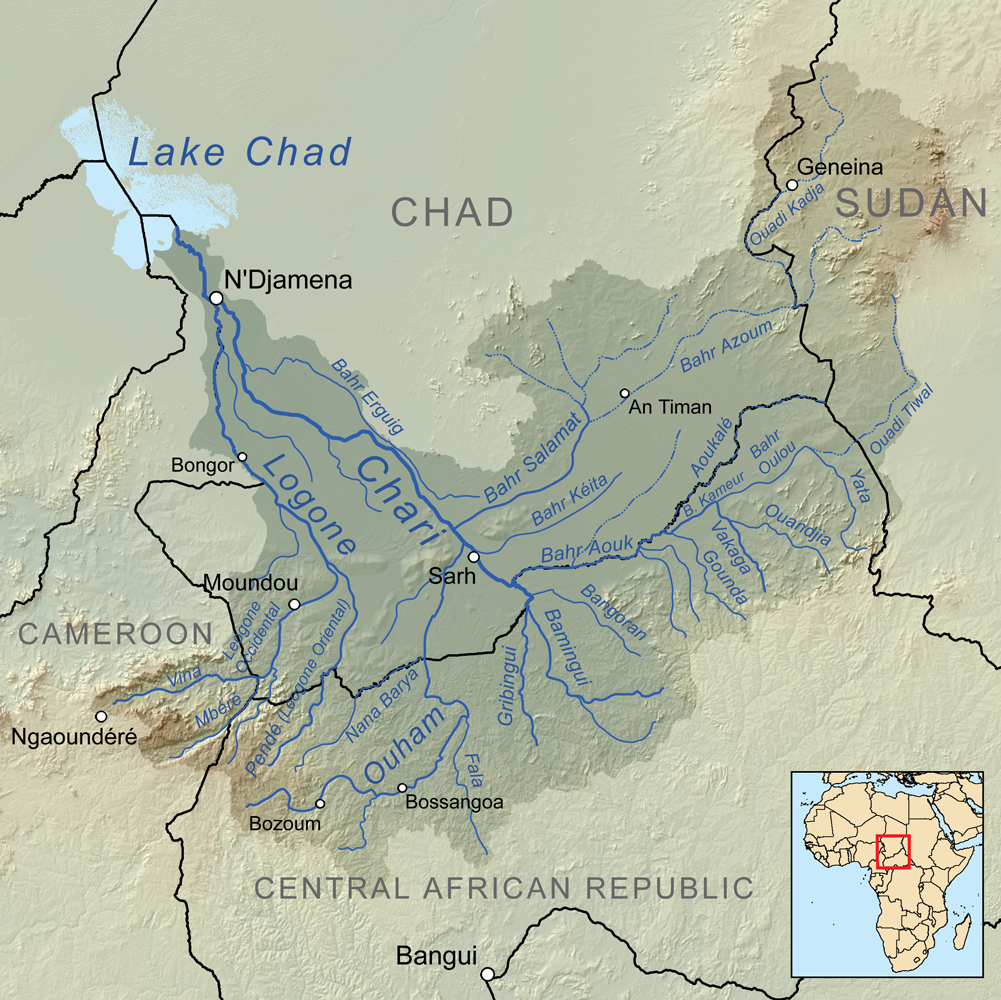
Басейн річок Шарі та Логон.

Довжина річки Логон становить близько 1000 кілометрів. Площа її басейну — 78 тисяч км². Найбільші притоки — річки Майо-Кебі і Танджиле.
У XVIII—XIX століттях на східному березі нижньої течії Логон народом котоко були створені кілька султанатів, які перебували в залежності від імперій Борно і Багірмі. В даний час ці території входять до складу Камеруну.
Ім'ям річки Логон названі чадські регіони Східний Логон та Західний Логон.